# Insektizidseife
| Strukturformeln der Kaliumsalze einzelner Fettsäuren (Beispiele) |
| Kaliumoleat, das Kaliumsalz der Ölsäure.                         |
| Kaliumpalmitat, das Kaliumsalz der Palmitinsäure.                |
| Kaliumstearat, das Kaliumsalz der Stearinsäure.                  |

Insektizidseife basiert auf Kaliumsalzen der Fettsäuren und wird zur Bekämpfung vieler Pflanzenschädlinge eingesetzt. Da Insektizidseife nur bei direktem Kontakt mit den Schädlingen wirkt, wird sie so auf Pflanzen gesprüht, dass die gesamte Pflanze benetzt wird. Seifen haben eine geringe Säugetier-Toxizität und gelten daher als sicher, wenn sie in der Nähe von Kindern und Haustieren verwendet werden, und können in der ökologischen Landwirtschaft verwendet werden.

## Zusammensetzung
Insektizidseife sollte auf langkettigen Fettsäuren (10–18 Kohlenstoffatome) basieren, da kurzkettige Fettsäuren für die Pflanze schädlich sind (Phytotoxizität). Kurze (8-Kohlenstoff-)Fettsäureketten kommen z. B. in Kokosöl (zu weniger als 10 %) und Seifen auf Basis dieses Öls vor. Die empfohlenen Konzentrationen liegen typischerweise im Bereich von 1–2 %. Ein Hersteller empfiehlt für die meisten landwirtschaftlichen Anwendungen eine Konzentration von 0,06 bis 0,25 % (reines Seifenäquivalent); ein anderer ein empfiehlt Konzentrationen von 0,5 bis 1 % reines Seifenäquivalent. In der Europäischen Union sind Fettsäure-Kaliumsalze registriert und als Insektizid in einer Konzentration von 2 % erlaubt.
Insektizidseife ist am effektivsten, wenn sie in weichem Wasser gelöst ist, da die Fettsäuren in der Seife dazu neigen, in hartem Wasser wasserunlösliche Calciumseifen zu bilden, die ausfallen. Dadurch wird die Wirksamkeit verringert.
Insektizidseife wird kommerziell zur Blattlausbekämpfung verkauft. Auf den Etiketten dieser Produkte wird zwar nicht immer das Wort Seife verwendet, aber als Wirkstoff werden "Kaliumsalze von Fettsäuren" oder "Kalium Laurinsäure" aufgeführt. Bestimmte Arten von Haushaltsseifen (nicht synthetische Waschmittel) sind ebenfalls geeignet, aber es kann schwierig sein, die Zusammensetzung und den Wassergehalt auf dem Etikett zu erkennen. Kaliumseifen sind typischerweise weich oder flüssig.

## Wirkungsweise
Der Wirkungsmechanismus ist nicht genau verstanden. Mögliche Mechanismen sind:
- Seife, die über die Trachea des Insekts eintritt, kann die Zellmembranen stören, was dazu führt, dass die Zellinhalte aus den beschädigten Zellen austreten (Zytolyse).
- Seife kann die Wachsschicht auf der Arthropodenkutikula ("Haut") auflösen, was zu Wasserverlust durch Verdunstung führt.
- Seife kann Atemöffnungen oder Luftröhre blockieren, was zum Ersticken führt.
- Seife kann die Wachstumshormone stören.
- Seife kann den Stoffwechsel der Insekten stören.

## Betroffene Organismen
Insektizidseife wirkt am besten bei weichkörperigen Insekten und Arthropoden wie Blattläusen, Adelgidae,
Schmierläusen, Spinnmilben, Fransenflügler, Psyllidae, Schildläusen, Gewächshausmottenschildläusen, und Larven der Pflanzenwespen. Es kann auch für Raupen und Zwergzikaden verwendet werden, aber diese großkörperigen Insekten können allein mit Seifen schwieriger zu kontrollieren sein. Viele Bestäuber und Raubinsekten wie Marienkäfer, Hummeln und Schwebfliegen sind relativ unbeeinflusst. Seife tötet jedoch Raubmilben, die helfen können, Spinnmilben zu kontrollieren. Auch die weichkörperigen Blattlausfresser von Marienkäfern, Netzflügler und Schwebfliegen können negativ betroffen sein. Laut einer Studie tötete eine einzige Seifenanwendung etwa 15 % der Florfliegen- und Marienkäferlarven und etwa 65 % der Raubmilben (Amblyseius andersoni).
Die Grüne Pfirsichblattlaus ist schwer zu kontrollieren, da sie sich schnell vermehren (ein erwachsenes Weibchen kann bis zu vier Nymphen pro Tag ablegen), weil sie dazu neigen, sich unter den Blättern und in Blattachseln zu verstecken, wo sie nicht mit einem Seifenspray erreicht werden können. Die Hersteller behaupten, dass ihre insektiziden Seifen nur in Kombination mit einem anderen Insektizid zur Bekämpfung der Grünen Pfirsichblattlaus geeignet sind, während die gleichen Seifen andere Blattläuse allein kontrollieren können. Von den Grünen Pfirsichläusen, die mit einer 2%igen Seifenlösung in Berührung kommen, sterben etwa 95 % der Erwachsenen und 98 % der Nymphen innerhalb von 48 Stunden. Bei einer Konzentration von 0,75 % werden die Sterblichkeitsraten auf 75 % bzw. 90 % reduziert.
Seit 2011 ist Insektizidseife auch in den USA zur Verwendung gegen Mehltau. In der Pflanzenschutzmittel-Zulassung der EU ist ihre Verwendung als Insektizid für Blattläuse, Gewächshausmottenschildläuse und Spinnmilben gelistet. In verschiedenen Konzentrationen kann es auch gegen Algen und Moose verwendet werden.

## Anwendung
Insektizide Seifenlösung tötet Schädlinge nur bei Kontakt; sie hat keine Restwirkung gegen Blattläuse, die nach dem Trocknen der Seife die Pflanze erreichen. Daher müssen die befallenen Pflanzen gründlich benetzt werden. Wiederholte Anwendungen können notwendig sein, um hohe Populationen von Schädlingen angemessen zu kontrollieren.
Seifenspray kann Pflanzen schädigen, insbesondere bei höheren Konzentrationen oder Temperaturen über 32 °C (90 °F). Pflanzenverletzungen können erst zwei Tage nach der Anwendung auftreten. Einige Pflanzenarten sind besonders empfindlich gegenüber Seifensprays. Zu den hochsensiblen Pflanzen gehören: Rosskastanien, Fächer-Ahorn, Vogelbeere, Cherimoya, Tränendes Herz, und Duftende Platterbse. Andere empfindliche Pflanzen sind z. B.: Portulak, einige Tomatensorten, Weißdorne, Kirschen, Pflaume, Frauenhaarfarne, Christusdorn (Euphorbia), Wandelröschen, Kapuzinerkressen, Gardenie, Oster-Lilie. Auch Nadelbäume unter (Trocken-)Stress oder mit zartem Neuwachstum sind empfindlich.
Beschädigungen können durch gelbe oder braune Flecken auf den Blättern, verbrannte Spitzen oder Blattverbrennungen auftreten. Pflanzen unter Dürre Stress, Jungpflanzen, unbewurzelte Stecklingen und Pflanzen mit zartem Jungwachstum sind tendenziell empfindlicher. Die Empfindlichkeit kann an einem kleinen Teil einer Pflanze oder eines Geländes vor einer großtechnischen Anwendung getestet werden.
Ein Hersteller empfiehlt, die Anwendungen in 7- bis 14-tägigen Abständen mit maximal drei Anwendungen durchzuführen, da wiederholte Anwendungen die Phytotoxizität verschlimmern können. Darüber hinaus können Wasseraufbereitungsmittel die Phytotoxizität erhöhen.
Aufgrund der geringen Toxizität für Säugetiere ist die Anwendung von Insektizidseife in der Regel bis zum Tag vor der Ernte erlaubt.